# 汪鹏飞
汪鹏飞（1964年4月—），男，汉族，浙江黄岩人，中华人民共和国政治人物。现任中国科学院理化技术研究所所长，研究员、博士生导师，民盟中央常委，民盟北京市委副主委。第十四届全国政协委员。